# Langues bornéo du Nord
Les langues bornéo du Nord sont un sous-groupe de langues de la branche malayo-polynésienne des langues austronésiennes. Elles sont parlées sur l'île de Bornéo.

## Classification

Les langues bornéo-philippines

Pour Adelaar et Blust, les langues bornéo du Nord sont un groupe des langues malayo-polynésiennes occidentales.
Le groupe des langues bornéo du Nord est une hypothèse défendue par Blust qui relie les langues sabahanes et sarawak du Nord. Il rejette la parenté souvent avancée entre ces langues et les langues philippines.

## Particularités du groupe
Blust analyse le fait que les langues langues sabahanes partage une partie de leur lexique avec les langues philippines. Il remarque, qu'en réalité, ce vocabulaire commun se limite aux langues grandes philippines centrales. Il explique ce fait par l'expansion de ce groupe philippin, vers 500 apr. J.-C. et par le contact qui a suivi avec les langues sabahanes.

## Liste des langues
Les groupes inclus dans le bornéo du Nord sont :
- langues sabahanes[1] :
  - bonggi
  - langues dusuniques
  - langues murutiques
  - langues païtaniques
  - ida’an
  - tidong
- langues sarawak du Nord[3] :
  - bintulu
  - berawan-bas baram
    - berawan
    - bas-baram

  - kenyah
    - kenyah des hautes-terres
    - kenyah des basses-terres

### Sources bibliographiques
- (en) Alexander Adelaar, 2005, « The Austronesian Languages of Asia and Madagascar: A Historical Perspective », The Austronesian Languages of Asia and Madagascar, pp. 1-42, Routledge Language Family Series, Londres, Routledge,  (ISBN 0-7007-1286-0)
- (en) Robert Blust, 2000, « Low Vowel Fronting in Northern Sarawak », Oceanic Linguistics, 39:2, pp. 285-319.
- (en) Robert Blust, 2007, « Òma Lóngh Historical Phonology », Oceanic Linguistics, 46:1, pp. 1-53.